# Irmgard von Nassau
Irmgard von Nassau (* 1315; † 11. Mai 1371 im Kloster Liebenau) war durch Heirat Gräfin von Nassau.

## Leben
Irmgard war eine Tochter Krafts II. von Hohenlohe-Weikersheim und dessen Gemahlin Adelheid Mechtild von Württemberg († 1342), Tochter des Grafen Eberhard I. von Württemberg.
Sie war in erster Ehe mit Konrad von Zollern († 1334), einem Sohn des Burggrafen Friedrich IV. von Nürnberg, verheiratet. Nach dessen sehr frühem Tod schloss sie eine zweite Ehe mit Gerlach I. von Nassau, einem Sohn des deutschen Königs Adolf von Nassau. Aus dieser Ehe gingen die Kinder Kraft (nach 1333–1356, Graf von Nassau-Sonnenberg, gefallen in der Schlacht bei Maupertuis) und Ruprecht VII. (um 1340–1390, Graf von Nassau-Sonnenberg) hervor.
Nach ihrer zweiten Eheschließung lebte Irmgard zusammen mit ihrem Mann auf der Burg Sonnenberg, die ihr als Witwenversorgung verschrieben war. Sie war emsig mit dem Ausbau der Burganlage beschäftigt. Mit Unterstützung des Mainzer Erzbischofs Heinrich III. erreichte sie im Juli 1351 von König Karl IV. die Verleihung der Stadtrechte für das Dorf Sonnenberg und die Anerkennung als selbstständige Herrschaft.